# Nokere Koerse 1968
La Nokere Koerse 1968, ventitreesima edizione della corsa, si svolse il 23 aprile per un percorso con partenza ed arrivo a Nokere. Fu vinta dal belga Frans Brands della squadra Smith's davanti ai connazionali Roger Cooreman e Michel Jacquemin.

## Ordine d'arrivo (Top 10)
| Pos. | Corridore              | Squadra                       | Tempo |
| ---- | ---------------------- | ----------------------------- | ----- |
| 1    | Frans Brands           | Smith's                       |       |
| 2    | Roger Cooreman         | Mann-Grundig                  |       |
| 3    | Michel Jacquemin       | Mann-Grundig                  |       |
| 4    | Romain Furniere        | Flandria-De Clerck-Krueger    |       |
| 5    | Valère Van Sweevelt    | Smith's                       |       |
| 6    | Gustaaf De Smet        | Pull Over Centrale-Motte-Novy |       |
| 7    | Frans Melckenbeeck     | Pull Over Centrale-Motte-Novy |       |
| 8    | Gerben Karstens        | Peugeot-Michelin-BP           |       |
| 9    | Huub Harings           | Caballero                     |       |
| 10   | Albert Van Vlierberghe | Smith's                       |       |